# Echinorhinus brucus
El pez clavo (Echinorhinus brucus) es una especie de tiburón de la familia Echinorhinidae.

## Morfología
- cuerpo recubierto de dentículos dérmicos poderosos, de 10 mm de altura, irregularmente dispuestos. Estos pueden unirse y formar grupos, de dos a diez dentículos, creando placas de un diámetro máximo de 25 mm.
- El color del individuo es gris oscuro o negro violáceo.
- Posee cinco pares de hendiduras branquiales.
- Sin aleta  anal.
- puede llegar a alcanzar 310 cm de longitud total y más de 170 kg de peso.
- La hembra alcanza la madurez sexual entre los 213 y 231 cm y el macho entre los 150 y 174 cm.

## Alimentación
Come pequeños tiburones, peces óseos y también crustáceos.

## Reproducción
Es ovovivíparo aplacentáreo. Nacen de 15 a 24 crías por parto, que miden entre 29 y 90 cm de longitud.

## Aprovechamiento
En la actualidad no tiene ningún tipo de interés económico. Años atrás se le extraía aceite del hígado, que era utilizado con propósitos curativos.